# Метро линија М4
Линија 4 (званично: линија Јужни Будим–Ракошпалота, Метро 4 или М4, а незванично: зелена линија) је четврта линија метроа у Будимпешти. Отворен је 28. марта 2014. 
Први део, дуг 7,4 км и састоји се од десет станица, повезује југозападни станице Келенфолд који се налази у Будиму и источни Келети палиаудвар у Пешти, испод реке Дунав. Док су планирана три додатна дела — први, источни наставак до Бошњачког трга, други западни до Цветне пијаце, и трећи даље на исток до Ујпалоте — нису финансирани од стране градске владе Будимпеште и Европске уније. 
Пре него што је изграђена линија 4, само линија 2 је служила на будимској страни реке. Дневни промет је процењен на 185.000-195.000 путника.  Линија саобраћа коришћењем потпуно аутоматизованих возова Alstom Metropolis, који се користе и на линији 2, иако су на линији 2 возови дужине 5 вагона и имају кабину, док су на линији 4 возови су дужине 4 вагона и немају кабину.
Изградња линије наишла на широке критике јер је њена траса перципирана као застарела, иако су структура града и густина насељености остали непромењени. Линија је позната по високим трошковима и превеликим кашњењима — укупно 17 — током изградње.

## Историја
Први планови за четврту линију метроа развијени су 1972.; планирано је да линија иде између Јужног Будима и Ракошпалоте/Ујпалоте, касније до Зугла. Прва уредба донета је 1976. и влада је намеравала да почне изградњу 1978., међутим пројекат је обустављен у корист проширења линије 3.
Изградња је коначно почела 2004., а прва деоница са 10 станица отворена је 2014. 
М4 има трансфер станицу за линију 2 на Келети палиаудвар и за линију 3 на станици близу трга Калвин.

## Контроверзе
Изградња линије је нашироко критикована као спора и некомпетентна. Критичари су стална одлагања критиковали као доказ распрострањене корупције у влади. 

### Одлагања
Градска власт Будимпеште је 17 пута одлагала отварање линије. Габор Демски, либерални градоначелник Будимпеште од 1990. до 2010., првобитно је обећао 1998. да ће прва деоница линије бити отворена до 2003. Међутим, прва влада Виктора Орбана (1998-2002) ускратила је средства неопходна за почетак изградње. Пројекат је поново покренут 2003. под социјалистичко-либералном националном владом .Пошто изградња још није почела, Демски је променио датум отварања на 2008. Грађевински радови су коначно почели 2006. године; те године планирано отварање је промењено за 2009.
2008. Густав Кладош, менаџер пројекта линије, најавио је да ће отварање бити додатно одложено до краја 2011. 2009. је изјавио да ће отварање бити одложено до 2012. Касније те године, Кладош је додатно одложио отварање до 2012., а годину дана касније, 2010. Иштван Тарлош, наследник Демског на месту градоначелника, одложио је вероватно отварање чак до 2015.
Заменик градоначелника Ђула Хутирај је 2011. потврдио датум завршетка 2015. Тарлос је касније појаснио да отварање 2013. или 2014. није било изван домена могућности. 
Линију је отворио премијер Виктор Орбан 28. марта 2014., недељу дана пре парламентарних избора на којима је његова странка Фидес, поново изабрана. Орбан је током церемоније неколико пута поменуо опсежне инфраструктурне пројекте своје владе. За разлику од саобраћајних објеката који су били инфраструктурни пројекти социјалиста, пројекти које је започела Орбанова влада били су углавном културни објекти. 

### Трошкови
Изградња линије коштала је 1,5 милијарди евра, или 1,5% годишњег БДП Мађарске, од чега је 600 милиона дошло из фондова Европске уније.  Према проценама, изградња прве деонице М4 коштаће око 452 милијарде форинте, уз годишњи оперативни трошак од 6 милијарди форинти, што је четири пута више од оперативних трошкова М2 и М3 заједно. Ова средства, тврде критичари, била би боље уложена у друге велике транспортне пројекте као што је повезивање M2 са Gödöllő HÉV или изградња нових трамвајских линија. Гласине да ће М4 бити најскупља метро линија икада изграђена, међутим, извођачи су одбацили.

### Траса
Критичари су приметили да је рута коју је опслуживала линија 4 већ била у великој мери опслуживана разним трамвајским (19, 47, 49) и аутобуским (7, 7А, 7Е, 173Е) линијама. Линија је такође критикована због густо постављених станица, које удаљене неколико стотина метара једна од друге.  С друге стране, градска власт је спровела истраживање које показује да ће нова линија смањити време путовања на јако коришћеном транзитном коридору, јер саобраћај у метроу не успоравају саобраћајне гужве на површини.

### Операција
Возови без машиновођа су у функцији од отварања, али су до јануара 2016. сви возови саобраћали под надзором машиновође. Од јануара 2016. кабине возача су уклоњене и нема надзора у возилу.